# Jiří Viktor Waldecko-Pyrmontský
Jiří Viktor Waldecko-Pyrmontský (14. ledna 1831, Arolsen – 12. května 1893, Mariánské Lázně) byl v letech 1845 až 1893 třetím waldecko-pyrmontským knížetem.

## Život
Jiří Viktor se narodil v Arolsenu jako druhý syn, ale nejstarší přeživší, knížete Jiřího II. Waldecko-Pyrmontského a jeho manželky Emmy Anhaltsko-Bernbursko-Schaumbursko-Hoymské. Knížetem se stal po smrti svého otce 15. května 1845, ale zpočátku byl v poručnictví své matky.
Kníže se poprvé oženil 26. září 1853 jako dvaadvacetiletý ve Wiesbadenu s princeznou Helenou, dcerou vévody Viléma Nasavského a jeho druhé manželky Pavlíny Württemberské. Spolu měli sedm dětí, šest dcer a jednoho syna:
- Žofie Waldecko-Pyrmontská (27. července 1854 – 5. srpna 1869)
- Pavlína Waldecko-Pyrmontská (19. října 1855 – 3. července 1925) ⚭ 1881 kníže Alexis z Bentheimu a Steinfurtu (17. listopadu 1845 – 21. ledna 1919)
- Marie Waldecko-Pyrmontská (23. května 1857 – 30. dubna 1882) ⚭ 1887 princ Vilém Württemberský (25. února 1848 – 2. října 1821), pozdější poslední württemberský král
- Emma Waldecko-Pyrmontská (2. srpna 1858 – 20. března 1934) ⚭ 1879 Vilém III. Nizozemský (19. února 1817 – 23. listopadu 1890), nizozemský král a lucemburský velkovévoda
- Helena Waldecko-Pyrmontská (17. února 1861 – 1. září 1922) ⚭ 1882 Leopold, vévoda z Albany (7. dubna 1853 – 27. března 1884)
- Fridrich Waldecko-Pyrmontský (20. ledna 1865 – 26. května 1946), poslední waldecko-pyrmontský kníže, ⚭ 1895 Batilda ze Schaumburg-Lippe (21. května 1873 – 6. dubna 1962)
- Alžběta Waldecko-Pyrmontská (6. září 1873 – 23. listopadu 1961) ⚭ 1900 kníže Alexander z Ernbach-Schönbergu (12. září 1872 – 18. října 1944)

Jiřího manželka zemřela 27. října 1888 a šedesátiletý vdovec se 29. dubna 1891 podruhé v Luisenlundu oženil s o dvacet sedm let mladší princeznou Luisou, dcerou vévody Fridricha Šlesvicko-Holštýnsko-Sonderbursko-Glücksburského a jeho manželky Adléty ze Schaumburg-Lippe. Z tohoto manželství se narodil syn, který zemřel při akci krátce po vypuknutí první světové války:
- Wolrad Waldecko-Pyrmontský (26. června 1892 – 17. října 1914)

Kníže Jiří Viktor zemřel 12. května 1893 ve věku 62 let v Mariánských Lázních v Českém království na zápal plic. Jeho nástupcem se stal syn Fridrich.

## Vývod z předků
|                                 |                                                        |  |                                                     |                                           |  |  |  |  |  |  |  | Fridrich Antonín Ulrich Waldecko-Pyrmontský |
|                                 |                                                        |  |                                                     |                                           |  |  |  |  |  |  |  |                                             |
|                                 | Karel August Waldeck                                   |  |                                                     |                                           |  |  |  |  |  |  |  |                                             |
|                                 |                                                        |  |                                                     |                                           |  |  |  |  |  |  |  |                                             |
|                                 |                                                        |  |                                                     | Luisa Falcko-Zweibrückensko-Birkenfeldská |  |  |  |  |  |  |  |                                             |
|                                 |                                                        |  |                                                     |                                           |  |  |  |  |  |  |  |                                             |
|                                 | Jiří I. Waldecko-Pyrmontský                            |  |                                                     |                                           |  |  |  |  |  |  |  |                                             |
|                                 |                                                        |  |                                                     |                                           |  |  |  |  |  |  |  |                                             |
|                                 |                                                        |  |                                                     | Kristián III. Falcko-Zweibrückenský       |  |  |  |  |  |  |  |                                             |
|                                 |                                                        |  |                                                     |                                           |  |  |  |  |  |  |  |                                             |
|                                 | Kristýna Henrieta Falcko-Zweibrückenská                |  |                                                     |                                           |  |  |  |  |  |  |  |                                             |
|                                 |                                                        |  |                                                     |                                           |  |  |  |  |  |  |  |                                             |
|                                 |                                                        |  |                                                     | Karolína Nasavsko-Saarbrückenská          |  |  |  |  |  |  |  |                                             |
|                                 |                                                        |  |                                                     |                                           |  |  |  |  |  |  |  |                                             |
|                                 | Jiří II. Waldecko-Pyrmontský                           |  |                                                     |                                           |  |  |  |  |  |  |  |                                             |
|                                 |                                                        |  |                                                     |                                           |  |  |  |  |  |  |  |                                             |
|                                 |                                                        |  |                                                     | August I. Schwarzbursko-Sondershausenský  |  |  |  |  |  |  |  |                                             |
|                                 |                                                        |  |                                                     |                                           |  |  |  |  |  |  |  |                                             |
|                                 | August II. Schwarzbursko-Sondershausenský              |  |                                                     |                                           |  |  |  |  |  |  |  |                                             |
|                                 |                                                        |  |                                                     |                                           |  |  |  |  |  |  |  |                                             |
|                                 |                                                        |  |                                                     | Šarlota Žofie Anhaltsko-Bernburská        |  |  |  |  |  |  |  |                                             |
|                                 |                                                        |  |                                                     |                                           |  |  |  |  |  |  |  |                                             |
|                                 | Augusta Schwarzbursko-Sondershausenská                 |  |                                                     |                                           |  |  |  |  |  |  |  |                                             |
|                                 |                                                        |  |                                                     |                                           |  |  |  |  |  |  |  |                                             |
|                                 |                                                        |  |                                                     | Viktor Fridrich Anhaltsko-Bernburský      |  |  |  |  |  |  |  |                                             |
|                                 |                                                        |  |                                                     |                                           |  |  |  |  |  |  |  |                                             |
|                                 | Kristýna Anhaltsko-Bernburská                          |  |                                                     |                                           |  |  |  |  |  |  |  |                                             |
|                                 |                                                        |  |                                                     |                                           |  |  |  |  |  |  |  |                                             |
|                                 |                                                        |  |                                                     | Albertina Braniborsko-Schwedtská          |  |  |  |  |  |  |  |                                             |
|                                 |                                                        |  |                                                     |                                           |  |  |  |  |  |  |  |                                             |
| Jiří Viktor Waldecko-Pyrmontský |                                                        |  |                                                     |                                           |  |  |  |  |  |  |  |                                             |
|                                 |                                                        |  |                                                     |                                           |  |  |  |  |  |  |  |                                             |
|                                 |                                                        |  | Viktor I. Anhaltsko-Bernbursko-Schaumbursko-Hoymský |                                           |  |  |  |  |  |  |  |                                             |
|                                 |                                                        |  |                                                     |                                           |  |  |  |  |  |  |  |                                             |
|                                 | Karel Ludvík Anhaltsko-Bernbursko-Schaumbursko-Hoymský |  |                                                     |                                           |  |  |  |  |  |  |  |                                             |
|                                 |                                                        |  |                                                     |                                           |  |  |  |  |  |  |  |                                             |
|                                 |                                                        |  |                                                     | Šarlota Luisa z Ysenburgu a Büdingenu     |  |  |  |  |  |  |  |                                             |
|                                 |                                                        |  |                                                     |                                           |  |  |  |  |  |  |  |                                             |
|                                 | Viktor II. Anhaltsko-Bernbursko-Schaumbursko-Hoymský   |  |                                                     |                                           |  |  |  |  |  |  |  |                                             |
|                                 |                                                        |  |                                                     |                                           |  |  |  |  |  |  |  |                                             |
|                                 |                                                        |  |                                                     | Fridrich Vilém ze Solms-Braunfels         |  |  |  |  |  |  |  |                                             |
|                                 |                                                        |  |                                                     |                                           |  |  |  |  |  |  |  |                                             |
|                                 | Eleonora ze Solms-Braunfels                            |  |                                                     |                                           |  |  |  |  |  |  |  |                                             |
|                                 |                                                        |  |                                                     |                                           |  |  |  |  |  |  |  |                                             |
|                                 |                                                        |  |                                                     | Žofie ze Solms-Utphe-Laubachu             |  |  |  |  |  |  |  |                                             |
|                                 |                                                        |  |                                                     |                                           |  |  |  |  |  |  |  |                                             |
|                                 | Emma Anhaltsko-Bernbursko-Schaumbursko-Hoymská         |  |                                                     |                                           |  |  |  |  |  |  |  |                                             |
|                                 |                                                        |  |                                                     |                                           |  |  |  |  |  |  |  |                                             |
|                                 |                                                        |  |                                                     | Karel August Nasavsko-Weilburský          |  |  |  |  |  |  |  |                                             |
|                                 |                                                        |  |                                                     |                                           |  |  |  |  |  |  |  |                                             |
|                                 | Karel Kristián Nasavsko-Weilburský                     |  |                                                     |                                           |  |  |  |  |  |  |  |                                             |
|                                 |                                                        |  |                                                     |                                           |  |  |  |  |  |  |  |                                             |
|                                 |                                                        |  |                                                     | Augusta Nasavsko-Idsteinská               |  |  |  |  |  |  |  |                                             |
|                                 |                                                        |  |                                                     |                                           |  |  |  |  |  |  |  |                                             |
|                                 | Amálie Nasavsko-Weilburská                             |  |                                                     |                                           |  |  |  |  |  |  |  |                                             |
|                                 |                                                        |  |                                                     |                                           |  |  |  |  |  |  |  |                                             |
|                                 |                                                        |  |                                                     | Vilém IV. Oranžský                        |  |  |  |  |  |  |  |                                             |
|                                 |                                                        |  |                                                     |                                           |  |  |  |  |  |  |  |                                             |
|                                 | Karolína Oranžsko-Nasavská                             |  |                                                     |                                           |  |  |  |  |  |  |  |                                             |
|                                 |                                                        |  |                                                     |                                           |  |  |  |  |  |  |  |                                             |
|                                 |                                                        |  |                                                     | Anna Hannoverská                          |  |  |  |  |  |  |  |                                             |
|                                 |                                                        |  |                                                     |                                           |  |  |  |  |  |  |  |                                             |